# Barsukov (cratera)
Barsukov é uma cratera marciana. Tem como característica 71.7 quilômetros de diâmetro. O seu nome é em homenagem a Valeri L. Barsukov, um geoquímico e planetologista soviético.